# Infanterie-Regiment „von Grolman“ (1. Posensches) Nr. 18
Das Infanterie-Regiment „von Grolman“ (1. Posensches) Nr. 18 war ein Infanterieverband der Preußischen Armee.

## Geschichte
Der Verband wurde am 1. Juli 1813 (Stiftungstag) durch AKO als 6. Reserve-Infanterie-Regiment aus dem 1. und 2. Reserve-Bataillon des 6. Infanterie-Regiments und dem 4. Reserve-Bataillon des 1. Schlesischen Infanterie-Regiments Nr. 11 gebildet. Am 25. März 1815 erhielt es den Namen 18. Infanterie-Regiment (1. Westfälisches) und im gleichen Jahr wurde aus dem III. Bataillon das Füsilierbataillon. Anfang November 1816 änderte sich die landsmannschaftliche Bezeichnung in 18. Infanterie-Regiment (3. Westpreußisches), bis dieser Zusatz am 10. März 1823 entfiel.
Im Jahr 1859 wurde viele Offiziere und Mannschaften an das spätere Infanterie-Regiment Nr. 58 abgegeben und am 4. Juli 1860 erhielt der Verband den Namen 1. Posensches Infanterie-Regiment (Nr. 18), wobei die Klammer ab 7. Mai 1861 entfiel. Am 27. September 1866 wurden die 13./14./15. Kompanie an das Infanterie-Regiment Nr. 83 abgegeben. Am 1. April 1881 kam die 4. Kompanie an das Infanterie-Regiment Nr. 132. Am 1. April 1887 wurde ein IV. Bataillon (13.–15. Kompanie) aus der 5. Kompanie des Infanterie-Regiments Nr. 132, der 6. Kompanie des 2. Oberschlesischen Infanterie-Regiments Nr. 23, der 11. Kompanie des 1. Posenschen Infanterie-Regiments Nr. 18 sowie der 6. Kompanie des 4. Oberschlesischen Infanterie-Regiments Nr. 63 gebildet. Die abgegebenen Kompanien des Regiments wurden stets wieder aufgefüllt.
Kaiser Wilhelm II. gab dem Verband am 27. Januar 1889 den Namen Infanterie-Regiment „von Grolman“ (1. Posensches) Nr. 18.
Am 1. April 1890 wurde das IV. Bataillon an das Infanterie-Regiment Nr. 141 abgegeben, danach wurde am 2. Oktober 1893 das IV. (Halb-)Bataillon errichtet und am 1. April 1897 das IV. Bataillon an das Infanterie-Regiment Nr. 175 abgegeben.

### Befreiungskriege
- Während der Befreiungskriege nahm der Verband 1813 an der Belagerung von Glogau sowie den Gefechten bei Zerbau, Zarkau und Neukirch teil. In der Schlacht bei Dresden war das Regiment Teil der 9. Brigade des II. Armeekorps. Es kämpfte im Gefecht bei Falkenhayn sowie den Schlachten bei Kulm, Leipzig und der Belagerung von Erfurt. Bei Leipzig stand das Regiment bei Wachau und verlor 2/3 seines Personals.
- 1814 war es bei der Belagerung von Luxemburg, sowie den Gefechten bei La Ferte sous Jouarre, Beauville und May. Ferner kämpft es in der Schlacht bei Laon sowie den Gefechten bei Pontavaure, Montils, Claye und zum Schluss in der Schlacht bei Paris.
- Im Sommerfeldzug des Jahres 1815 war das Regiment der 13. Brigade des IV. Armeekorps zugeordnet und nahm an der Schlacht bei Waterloo teil. Es stand vier Stunden lang auf dem Kirchhof von Planchenoit der alten und jungen Garde gegenüber. Es wurden zahlreiche Adler erbeutet: 1. und 2. Grenadier-Regiment, 1. Jäger-Regiment, 2. Voltigeur-Regiment sowie das 5. und 8. leichte Linien-Regiment und 10. Linien-Regiment.

Von 1813 bis 1815 verlor das Regiment 72 Offiziere und 2041 Mannschaften, allein bei Belle Alliance 21 Offiziere und 794 Mannschaften.

### Polen
Während der Unruhen von 1848 nahm es an den Gefechten bei Gostyn, Grätz, Xions, Buk und Kowalski. Bei Kowalski geriet der General Ludwik Mierosławski in Gefangenschaft.

### Deutsch-Dänischer Krieg
Während des Krieges gegen Dänemark von 1864 war es Teil der 10. Infanterie-Brigade der 5. Division. Damit nahm es am Sturm auf die Düppeler Schanzen teil und verlor elf Offiziere sowie 131 Mannschaften.

### Deutscher Krieg
Im Krieg gegen Österreich nahm das Regiment 1866 bei der 5. Infanterie-Division der I. Armee an den Schlachten bei Gitschin und Königgrätz teil. Es hatte zwölf Offiziere und 279 Mann an Verlusten zu beklagen.

### Deutsch-Französischer Krieg
Während des Krieges gegen Frankreich war das Regiment bei der 11. Infanterie-Division des VI. Armee-Korps in die Vorpostengefechten bei Choisy-le-Roi sowie in die Belagerungen von Pfalzburg und Paris eingebunden.

### Verbleib
Nach Kriegsende traf das Regiment am 24. November 1918 in Hohensalza und Mogilno ein, wurde vom 27. November bis 20. Dezember 1918 im Heimatschutz Ost eingesetzt und anschließend über die Abwicklungsstelle in Mehlsack demobilisiert. Aus Teilen bildete sich Anfang März 1919 das Freiwilligen-Infanterie-Regiment 18, dass sich zu drei Bataillonen, einer MG- und einer MW-Kompanie formierte. Es kam beim Grenzschutz bei Neidenburg zum Einsatz.
Mit der Bildung der Vorläufigen Reichswehr wurden aus dem I. und II. Bataillon das I. Bataillon des Reichswehr-Infanterie-Regiments 82; das III. Bataillon wurde IV. Bataillon im Reichswehr-Infanterie-Regiment 82.
Die Tradition übernahm in der Reichswehr durch Erlass des Chefs der Heeresleitung General der Infanterie Hans von Seeckt vom 24. August 1921 die in Osterode stationierte 9. und 13. Kompanie des 2. (Preußisches) Infanterie-Regiments. In der Wehrmacht führte das III. Bataillon des Infanterie-Regiments 3 die Tradition fort.

## Kommandeure
| Dienstgrad            | Name                                  | Datum                                                          |
| --------------------- | ------------------------------------- | -------------------------------------------------------------- |
| Oberst                | Ernst Friedrich Christian von Loebell | 01. Juli 1813 bis 23. März 1815                                |
| Oberstleutnant/Oberst | Ernst von Koskull                     | 20. August 1816 bis 29. Januar 1827                            |
| Oberst                | Christian Philipp Schleyer            | 30. Januar 1827 bis 30. März 1828                              |
| Oberst                | Wilhelm von der Osten-Sacken          | 30. März 1828 bis 29. März 1832                                |
| Oberstleutnant/Oberst | Adolf von Rosenberg-Gruszczynski      | 30. März 1832 bis 30. März 1838                                |
| Oberst                | Eugen von Bojanowski                  | 30. März 1838 bis 6. April 1842                                |
| Oberst                | Albrecht von Burski                   | 07. April 1842 bis 17. Oktober 1844                            |
| Oberstleutnant/Oberst | Daniel von Woyna                      | 17. Oktober 1844 bis 2. August 1848                            |
| Oberstleutnant/Oberst | Benno Hann von Weyhern                | 03. August 1848 bis 22. März 1853                              |
| Oberst                | Ludwig von Borcke                     | 22. März 1853 bis 3. April 1857                                |
| Oberstleutnant/Oberst | August Wilhelm von Wangenheim         | 04. April 1857 bis 3. Mai 1859                                 |
| Oberst                | Wilhelm von Schmid                    | 19. Mai 1859 bis 6. April 1863                                 |
| Oberst                | Karl von Kettler                      | 07. April 1863 bis 29. Oktober 1866                            |
| Oberst                | Ernst von Rentz                       | 30. Oktober 1866 bis 8. Juni 1869                              |
| Oberst                | Ferdinand von Bock                    | 18. Juni 1869 bis 23. Mai 1873                                 |
| Oberst                | Hermann Crüger                        | 23. Mai 1873 bis 11. Januar 1875                               |
| Oberst                | Wilhelm von Perbandt                  | 12. Januar 1875 bis 3. Juni 1878                               |
| Oberst                | Friedrich von Lindeiner-Wildau        | 13. Juni 1878 bis 11. Februar 1884                             |
| Oberst                | Heinrich von Bethusy-Huc              | 12. Februar 1884 bis 13. Juli 1885                             |
| Oberst                | Julius von Netzer                     | 14. Juli 1885 bis 26. August 1887                              |
| Oberstleutnant        | Hartmann von Hagen                    | 13. Oktober bis 14. November 1887 (mit der Führung beauftragt) |
| Oberst                | Hartmann von Hagen                    | 15. November 1887 bis 28. Juli 1890                            |
| Oberst                | Karl Pohl                             | 26. Juli 1890 bis 15. Februar 1892                             |
| Oberst                | Hans von Brause                       | 216. Februar 1892 bis 17. April 1893                           |
| Oberst                | Wilhelm Tischler                      | 18. April 1893 bis 26. Januar 1897                             |
| Oberst                | Friedrich Molière                     | 27. Januar 1897 bis 20. April 1898                             |
| Oberst                | Amandus Menze                         | 21. April 1898 bis 15. Juni 1901                               |
| Oberst                | Paul Engelbrecht                      | 16. Juni 1901 bis 21. April 1905                               |
| Oberst                | Felix Rummelspacher                   | 22. April 1905 bis 23. März 1909                               |
| Oberst                | Richard Hofrichter                    | 24. März 1909 bis 26. Januar 1910                              |
| Oberst                | Robert Eulert                         | 27. Januar 1910 bis 15. Juni 1911                              |
| Oberst                | Wilko von Karger                      | 16. Juni 1911 bis 21. März 1914                                |
| Oberst                | Ewald Mecke                           | 22. März bis 3. November 1914                                  |
| Oberst                | Kuno von Kunowski                     | 03. November 1914 bis 11. März 1915                            |
| Major                 | Ernst Heye                            | 12. März bis 17. Juli 1915                                     |
| Oberstleutnant        | Otto Krüger                           | 18. Juli 1915 bis 6. Juni 1916                                 |
| Major/Oberstleutnant  | Karl Wilsdorff                        | 07. Juni 1916 bis 24. April 1919                               |